# モンスターの王様
モンスターの王様（ - おうさま）は、はまいちにより開発されたモンスター育成シミュレーションオンラインゲームである。通称「モン様」、「モンサマ」。主にJavaScriptを使用し、Internet Explorerなどのブラウザ上で動作する。

## 概要
モンスターの王様シリーズは「モンスターの王様」、「モンスターの王様2 - ANCIENT GOD -」、「魔神のダンジョン　モンスターの王様外伝」、「モンスターの王様3～太陽と月の剣～」の4作品が公開されている。
1999年夏ごろ、当時大学生だったはまいちが、「ミレニアムに何か大きなものを完成させたい」という思いで、モンスターの王様の制作を開始。翌2000年1月15日に正式公開された。公開後、さまざまなゲーム関連ウェブサイトで紹介され人気が上がった。

しかし当時はプロバイダ提供のホームページサービスを使用していたため、同年夏頃から、プロバイダからアクセス超過の警告を受けるようになってしまった。このため、8月に一旦ゲームの公開を一時的に停止したのち、9月から、ゲーム向けサーバ「NewGameWeb」に移転して再公開された。
モンスターの王様の続編、「モンスターの王様2」は2000年夏ごろに制作を開始し、2001年7月1日に公開された。現在、モン様シリーズの中では最も人気がある。
モンスターの王様2の公開によってさらに人気は高まっていったが、2003年5月、ゲームデータを置いているNewGameWebのサーバが突然移転する。はまいち自身もこの移転を予測できず告知が出来なかったため、アクセスできないプレイヤーが続出した。直ちにはまいち自身がサーバを用意しゲームデータを移行することで解決させた。この当時は、2000年時点よりも大幅に利用者が増えていたため大きな痛手を負い、アクセス数もサーバ移転前の水準に戻るまでに時間がかかった。
「モンスターの王様外伝」及び「モンスターの王様3」は、はまいちが大学を卒業し制作に費やせる時間が減ったため完成が遅れたが、モン様外伝は2005年1月30日、モン様3は2007年3月に公開となった。
なお、モンスターの王様シリーズは「モンスターの王様3」をもって終了となった。

## ゲームの内容
基本的には、モンスターにえさを与えたりトレーニングをさせたりして育成しながら冒険し、敵モンスターと戦いながらゲームを進めていく。モンスターの王様2以降は、どちらかというと育成よりも冒険の意味合いが強くなっている。
能力値（ステータス）は生命力（HPに相当）、攻撃力、防御力、すばやさの4種類。モン様2では、これに技術力が加わって5種類である。
それぞれの作品の概要は、以下の通りである。

### モンスターの王様
2000年1月15日公開。モン様シリーズ最初の作品。通称「モン様」だがこれ以降の作品と区別して「モン様1」と呼ぶこともある。
- 副題は「The Battle of Monstania」。
- 「モンスタニア王国」という場所でモンスターを育てながら、6つのダンジョンを攻略していく。
- ダンジョンは、画像を組み合わせた3Dダンジョンとなっている。
- アイテムは、1種類あたり1個ずつしか持てない。
- えさや装備品は、アイテムとして持つことはできず、えさは購入したらその場で食べる、装備品はその場で装備するようになっている。
- ゲームをクリアすると、登場するモンスターのデータが入った「モンスター図鑑」を入手できる。

### モンスターの王様2 -ANCIENT GOD-
2001年7月1日公開。通称「モン様2」。
- 本作では世界中を旅しながらゲームを進める。移動手段としていくつかの乗り物がある。
- 前作よりもストーリーの内容を増やした代わりに、ダンジョンのルートを文字で表現することによりデータ量を削減した。これは制作当時、インターネット接続がまだダイヤルアップ回線などのナローバンド主流であり、少しでもスムーズにゲームをプレイしてもらえるようにするためのアイデアであった。
- アイテムは同じものを複数持てるようになり、えさや装備品もアイテム扱いとなった。最大40個まで持つことができる。
- モンスター図鑑は「モンスター大図鑑」として、序盤で入手できる。またこの作品以降、図鑑は未完成の状態で、モンスターを撮影するアイテムなどを使って図鑑を完成させていく方式となった。
- 本作以外においては、戦闘勝利後に育てるモンスターを変更するかどうかを選択できるが、本作のみ勝利後にモンスターを変更できない。育てるモンスターを変更するには、戦闘中に捕獲アイテムを使用して捕まえ、その後乗り物の中で捕獲したモンスターを選んで変更する。変更元と変更先のモンスターの組み合わせによっては、合体して別のモンスターになる場合がある。
- 図鑑に登録されるモンスターはちょうど100種類で、それぞれ動物・悪魔・ドラゴン・火・水・風・土・植物・ゴースト・機械の10の属性が設定されている。

### 魔神のダンジョン　モンスターの王様外伝
2005年1月30日公開。通称「モン様外伝」。
- 時代設定はモン様1とモン様2の中間である。
- モン様1で登場した3Dダンジョンが、大幅に改良されて復活。
- 戦闘システムが大幅に変更された。基本的にはモン様3にも引き継がれている。
  - モンスターとの戦闘では必殺技を使って攻撃する。モンスター自体への属性設定がなくなったが、それに代わって必殺技に、それぞれ物・炎・水・凍・風・土・雷・魔・聖・真の属性が設定されている。必殺技は常時3種類割り当てるようになっており、最初は通常攻撃のみ使用できる。必殺技はモンスターとの戦闘後、自分の育てているモンスターあるいは相手モンスターが持っている必殺技をランダムに確率で習得する。
  - 新たに主人公が攻撃に参加できるようになった。主人公用の武器で攻撃できる。
- 本作とモン様3では、経験値が導入され、100ポイント貯まると攻撃力、防御力、すばやさのいずれかの能力値が1上がる。一定以上能力値が上がるとレベルアップする。生命力はレベルアップ時に5ずつ上昇する。また生命力用の装備が廃止された。
- 登場モンスターは400種類以上。モンスター図鑑は最初から所持している。

### モンスターの王様3～太陽と月の剣～
2007年3月23日に公開。通称「モン様3」。
- 時代設定はモン様シリーズの中ではいちばん昔である。
- モン様2で登場したワールドマップが拡張されて再登場。ゲーム規模はシリーズ中最も大きく、難易度はシリーズ中いちばん上である。また、全世界3Dダンジョンで構成されており、ダンジョンとそうでない場所との区別が曖昧になっている。
- 基本的なページデザインや戦闘システムは、モン様外伝を継承している。
- モンスターはシリーズ最多の約500種類登場する。

## その他
- お金の単位はG（読み方不明。おそらくゴールドだと思われる）。
- モン様2公開後の2002年から「モンスター職人」というサイトにて次期モン様に登場させたいモンスターの絵を募集し、優秀作品に選ばれたモンスターの多くがモン様外伝、およびモン様3にて起用された。そのため登場モンスターが大幅に増加した。
- 派生ゲームとして、モン様2の一部モンスターを使ったカードゲーム「モンスターの王様カードバトル」がある。